# Schlupkothen
Schlupkothen ist ein Ortsteil von Wülfrath in Nordrhein-Westfalen.

## Ortslage
Der dünn besiedelte Ortsteil liegt im Osten der Stadt an der Stadtgrenze zu Wuppertal. Er wird östlich der Besiedlung und in höherer Lage von der Bundesautobahn 535 durchschnitten, die den neuen Verlauf der Bundesstraße 224 markiert. Zugleich durchzieht die Landesstraße 74 auf der Trasse der alten B 224 die Tallage des Ortes. An ihr befindet sich der Großteil der Wohnbebauung.
Im Ortsteil befinden sich ein Sportplatz und eine evangelische Kirche sowie auf einer Anhöhe westlich der Wohnbesiedlung die katholische Kirche St. Barbara. Sie ist für Fußgänger über eine lange Treppe direkt von der Landesstraße aus erreichbar, für Fahrzeuge über längere Zufahrt entlang der Felder und nicht mehr in Betrieb.
Der Oberlauf der an der östlichen Wülfrather Ortsgrenze entspringenden und in Schlupkothen wenige hundert Meter jungen Düssel ist das wichtigste Fließgewässer im Ort.

## Verkehr
Bis zu ihrer Stilllegung verlief die Niederbergbahn parallel zur Landesstraße. Die Kreis Mettmanner Straßenbahn band den Ortsteil an den Hauptort an. Heute übernehmen die Buslinien 601 und SB69 der WSW mobil diese Verbindungsaufgabe. 
Südlich von Schlupkothen befindet sich der Ortsteil Aprath, der über einen S-Bahn-Halt verfügt. Alle 20 Minuten stellt dort die Linie S9 der S-Bahn Rhein-Ruhr eine Verbindung zu den Oberzentren Essen und Wuppertal.

## Geschichte

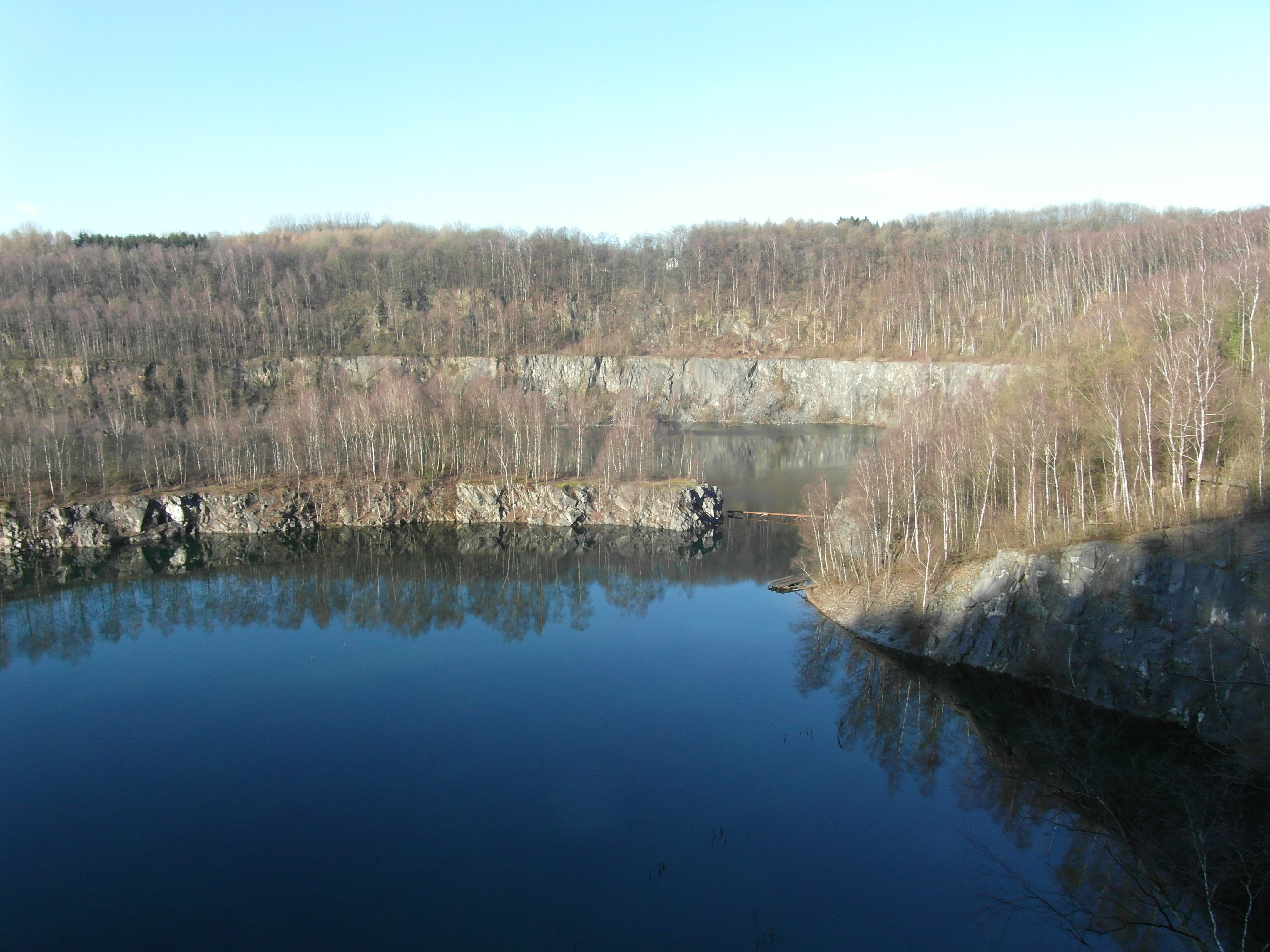
Steinbruch Schlupkothen

Der Norden des Ortsteils ist durch den Steinbruch Schlupkothen geprägt, in dem von 1898 bis 1960 mehr als 45 Mio. Tonnen Kalkstein abgebaut wurden. Er ist heute als Naturschutzgebiet Steinbruch Schlupkothen ausgewiesen.